# Длина Рэлея
В оптике и лазерной физике, длина Рэлея или диапазон Рэлея, {\displaystyle z_{\mathrm {R} }}, является расстоянием вдоль направления распространения пучка от перетяжки до места, где площадь поперечного сечения удваивается. Связанным с этим параметром является конфокальный параметр, b, который равен удвоенной длине Рэлея. Длина Рэлея особенно важна, когда лучи моделируются как Гауссовы пучки .

## Объяснение
Для Гауссова пучка, распространяющегося в свободном пространстве вдоль оси {\displaystyle {\hat {z}}}  с волновым числом {\displaystyle k=2\pi /\lambda }, длина Рэлея определяется как
{\displaystyle z_{\mathrm {R} }={\frac {\pi w_{0}^{2}}{\lambda }}={\frac {1}{2}}kw_{0}^{2}}
где {\displaystyle \lambda } - это длина волны (длина волны в вакууме, делённая на {\displaystyle n} - показатель преломления) и {\displaystyle w_{0}} -  перетяжка пучка, ширина пучка в его самой узкой точке. Это уравнение как и последующие предполагает, что перетяжка не очень мала; {\displaystyle w_{0}\geq 2\lambda /\pi },
Ширина пучка на расстоянии z  от перетяжки задается следующей формулой:
{\displaystyle w(z)=w_{0}\,{\sqrt {1+{\left({\frac {z}{z_{\mathrm {R} }}}\right)}^{2}}}.}
Минимальное значение {\displaystyle w(z)} находится в {\displaystyle w(0)=w_{0}}, по определению. На расстоянии {\displaystyle z_{\mathrm {R} }}от перетяжки пучка, его ширина увеличивается в {\displaystyle {\sqrt {2}}} раз, а площадь поперечного сечения  увеличивается в  2 раза.

## Связанные уравнения
Общий угловой разброс гауссова пучка в радианах связан с длиной Рэлея как
{\displaystyle \Theta _{\mathrm {div} }\simeq 2{\frac {w_{0}}{z_{R}}}.}
Диаметр пучка в области перетяжки определяется как
{\displaystyle D=2\,w_{0}\simeq {\frac {4\lambda }{\pi \,\Theta _{\mathrm {div} }}}} ,
Эти уравнения справедливы в рамках параксиального приближения. Для лучей с гораздо большей расходимостью модель гауссова луча не является точной, и для точного определения потребуется  физико-оптический анализ.